# Molinot
Molinot é uma comuna francesa na região administrativa da Borgonha-Franco-Condado, no departamento de Côte-d'Or. Estende-se por uma área de 12,75 km². Em 2010 a comuna tinha 166 habitantes (densidade: 13 hab./km²).